# Ånäsebäcken

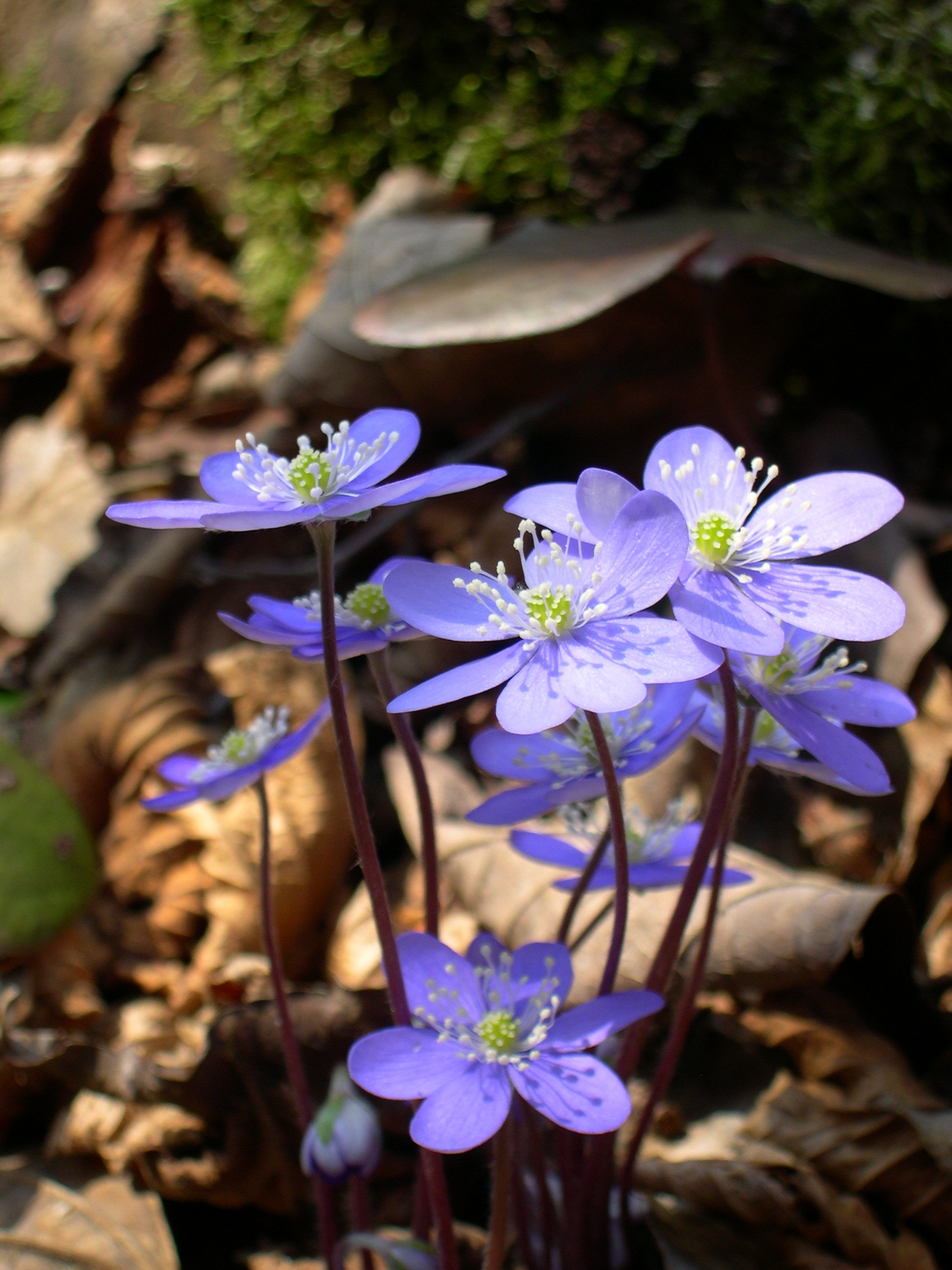
Blåsippa

Ånäsebäcken är ett naturreservat i Bengtsfors kommun i Dalsland.
Reservatet ligger på höjderna väster om sjön Råvarpen. I Ånäsebäckens ravin finns gammelskog med flera sällsynta mossor och lavar. Här finns ängsmarker med lövträd, små åkerlappar och blandskogar. 
Området är skyddat sedan 2011 och är 26 hektar stort. Det förvaltas av Västkuststiftelsen.